# Xã Barclay, Quận Osage, Kansas
Xã Barclay (tiếng Anh: Barclay Township) là một xã thuộc quận Osage, tiểu bang Kansas, Hoa Kỳ. Năm 2010, dân số của xã này là 195 người.